# Estadi Comunal (Aixovall)
Pour les articles homonymes, voir Estadi Comunal.
L'Estadi Comuna d'Aixovall est un stade à multi-usages basé dans le village d'Aixovall, à Sant Julià de Lòria, près d'Andorre-la-Vieille en Andorre. Il est principalement utilisé pour les rencontres de football. Le stade possède également une piste d'athlétisme.

L'enceinte a une capacité de 1 800 places, ce qui en fait le deuxième stade du pays derrière l'Estadi Nacional.

## Historique
Il sert de stade d'accueil pour les rencontres du championnat d'Andorre de football de première et de deuxième division, les matchs se partagent entre ce stade et l'Estadi Comunal d'Andorre-la-Vieille. Le club du FC Andorra, qui participe au championnat Territorial Primera de Catalunya, dispute également ses rencontres à domicile. Il accueille également les rencontres de Coupe d'Andorre et de la Supercoupe d'Andorre de football.
L'Estadi Comunal a également accueilli des rencontres de l'équipe nationale d'Andorre durant les années 1999 et 2000.